# Monet (cràter)
Monet és un cràter d'impacte en el planeta Mercuri de 203 km de diàmetre. Porta el nom del pintor francès Claude Monet (1840-1926), i el seu nom va ser aprovat per la Unió Astronòmica Internacional el 1979.